# Ethel Carnie Holdsworth
Pour les articles homonymes, voir Holdsworth.
Ethel Carnie Holdsworth (1er janvier 1886 - 28 décembre 1962), (connue sous son nom d'autrice Ethel Carnie et Ethel Holdsworth), est une écrivaine ouvrière, féministe et militante socialiste britannique. Poète, journaliste, autrice pour adultes et enfants, Carnie Holdsworth est la première femme de la classe ouvrière britannique à publier un roman. Elle a publié une dizaine de romans.

## Biographie
Ethel Carnie naît le 1er janvier 1886, aînée des deux enfants de David Carnie et son épouse Louisa née Entwistle, tous deux ouvriers dans l'industrie cotonnière, à Oswaldtwistle, dans le Lancashire. La famille s'installe dans la ville textile en plein essor de Great Harwood, près de Blackburn lorsqu'elle a six ans. Elle est élève de six à onze ans dans la Great Harwood British School à partir de 1892. Elle commence à travailler à temps partiel à l'usine de Delph Road à Great Harwood à l'âge de onze ans puis à temps plein à l'usine St. Lawrence de Great Harwood à partir de treize ans. Dans ses derniers articles pour The Woman Worker, elle évoque son expérience d'enfant ouvrier,. Elle souligne notamment que le travail en usine « écrasait l'enfance, la jeunesse, la maturité de millions d'hommes et de femmes […] qui auraient été relativement forts sans les longues heures de labeur acharné et l'atmosphère maléfique ». Elle souligne le manque d'éducation des enfants obligés de travailler à un âge précoce. Cependant, elle est une ardente lectrice, bénéficiant des livres prêtés par la bibliothèque coopérative de Great Harwood. Elle assiste également aux réunions de la Fédération sociale démocratique avec son père et s'inscrit au Parti travailliste indépendant de Blackburn.
Ethel Carnie écrit de la poésie dès son jeune âge. Son premier poème publié, The Bookworm, alors qu'elle a 18 ans, paraît dans le Blackburn Times. Encouragé par le président de l'association des écrivains de Blackburn, elle publie son premier recueil de poèmes, Rhymes from the Factory, en 1907. Il est réédité en 1908, et lui apporte une large notoriété. Robert Blatchford, propriétaire du Clarion, publie un entretien avec elle en juillet 1908 dans The Woman Worker sous le titre « A Lancashire Fairy » et l'engage comme rédactrice à Londres, au Clarion et The Woman Worker, où elle travaille de juillet à décembre 1909, tout en continuant à publier des nouvelles et poèmes dans différents journaux. Elle est licenciée peut-être en raison de ses prises de position éditoriales de plus en plus politiques et féministes. Elle revient à Great Harwood puis vit à Ancoats avec sa mère, et travaille quelque temps comme ouvrière à l'usine.
Elle s'inscrit comme auditrice libre à l'Owens College de Manchester pendant les années universitaires 1911-1913, puis retourne à Londres au printemps 1913. Elle publie un deuxième recueil de poésie, Songs of a Factory Girl, en 1911 et un livre pour enfants, The Lamp Girl and Other Stories (1913). Son premier roman, Miss Nobody, paraît en 1913. Elle enseigne durant quelques mois en 1913 l'écriture créative au Bebel House, un collège pour femmes salariées créé par Mary Bridges-Adams à Londres. Carnie épouse le 3 avril 1915 à Burnley, près de Manchester, le poète et écrivain Alfred Holdsworth, lui aussi ancien ouvrier textile devenu agent d'assurance à l'époque de leur mariage. Elle adopte le nom d'Ethel Carnie Holdsworth ou Ethel Holdsworth après son mariage. Le couple a deux filles, Margaret en 1916 et Maud 1920.
Ethel Carnie Holdsworth et son époux prennent position contre la guerre, son mari est objecteur de conscience, puis réquisitionné comme non-combattant et passe le reste de la guerre comme prisonnier. Elle est organisatrice pour le British Citizen Party qui milite contre la conscription obligatoire, et organise notamment en novembre 1915 un meeting qui rassemble environ 1 000 participants.
Elle signe un contrat d'édition en 1915 avec l'éditeur Herbert Jenkins qui publie son ouvrage Helen of Four Gates (1917), adapté au cinéma en 1921. Avec ses droits d'auteur, elle achète une maison à Colden, dans les landes, près d'Hebden Bridge. Elle publie cinq autres romans chez Herbert Jenkins. Un autre roman, The Slavery paraît en feuilleton dans le Daily Herald. De 1923 à 1925, elle édite avec Alfred Holdsworth, qui, pour sa part, est membre du Parti communiste récemment créé, The Clear Light, un journal antifasciste et antimilitariste, particulièrement en lien avec la prise de pouvoir de Mussolini en Italie en 1922. Le journal fait faillite en 1925. Au cours de cette période, elle publie également une série de sonnets dans la revue anarchiste Freedom, protestant contre l'emprisonnement d'anarchistes dans les prisons soviétiques. En 1924, elle indique dans un entretien qu'elle n'est affiliée à aucun parti, puis en 1927, elle s'inscrit au Parti travailliste. Elle publie deux nouveaux romans, Barbara Desnnison en 1929, et Eagle's Crag en 1931, et publie des articles dans des journaux et des magazines durant ces mêmes années. Elle se sépare de son mari dans les années 1930, et vit avec ses filles et sa mère à Cheetham Hill, Manchester. Holdsworth écrit des poèmes et des nouvelles jusqu'en 1936, mais sa notoriété est déjà en berne. Elle meurt d'un arrêt cardiaque le 28 décembre 1962, à l'hôpital de Crumpsall (devenu depuis le North Manchester General Hospital (en)), dans la banlieue de Manchester, et est inhumée au cimetière de Blackley, dans la banlieue nord de Manchester, dans la section des non-conformistes, tombe A 183.

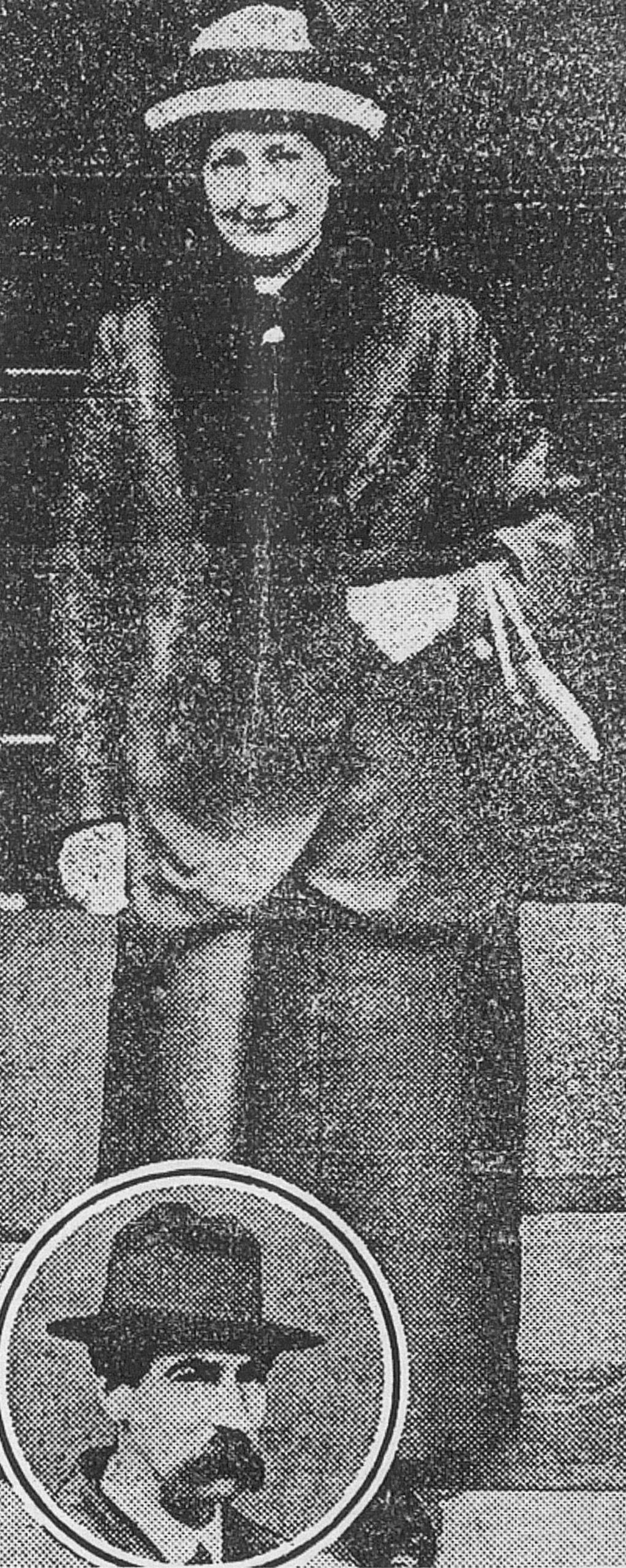
Ethel Carnie Holdsworth le jour de son mariage en 1915. L'encart est Alfred Holdsworth

## Postérité
Nicola Wilson et Kathleen Bell font partie de ceux qui réintroduisent l’œuvre de Holdsworth, et mettent en valeur une œuvre qui mêle un contexte de société industrielle, des engagements sociaux et un style inspiré des romances populaires. Selon Nicola Wilson, son style interpelle les lecteurs, pour les amener à prendre conscience qu'il y a une cause à défendre. Elle utilise ses propres expériences d'enfant ouvrière et sa connaissance personnelle du monde laborieux et de la misère ouvrière pour transmettre ses convictions syndicales.
La compositrice Ethel Smyth met en musique en 1913 deux des poèmes de Holdsworth dans le cycle de chansons Three Songs, « Possession » dédié à Emmeline Pankhurst et « On the Road: A Marching Tune » dédié à Christabel Pankhurst. Cette dernière chanson est créée en 1913 au Queen's Hall de Londres.
Le roman Helen of Four Gates (1917) a été adapté en film par Cecil Hepworth en 1920. Des tirages existent dans les archives de la Cinémathèque québécoise [positifs 35 mm], les archives cinématographiques du musée international de la photographie et du film de la George Eastman House [positifs en réduction 16 mm] et dans les archives nationales du British Film Institute,.

## Publications
- Rhymes from the Factory (Blackburn, Denham, 1907)
- Songs of a Factory Girl (Londres, Headley Brothers, 1911)
- The Lamp Girl, and other stories (Londres, Headley Brothers, 1913)
- Miss Nobody (Londres, Methuen, 1913 ; rééd. Kennedy & Boyd, 2013)
- Voices of Womanhood (Londres, Headley Brothers, 1914)
- Helen of Four Gates (Londres, Herbert Jenkins, 1917 ; rééd. Kennedy & Boyd, 2016)
- The Taming of Nan (Londres, Herbert Jenkins, 1919)
- The Marriage of Elizabeth (Londres, Herbert Jenkins, 1920)
- The House that Jill Built (Londres, Herbert Jenkins, 1920)
- General Belinda (Londres, Herbert Jenkins, 1924 ; rééd. Kennedy & Boyd, 2019)
- This Slavery (Londres, Labour Publishing Company, 1925)
- The Quest of the Golden Garter (Londres, Herbert Jenkins, 1927)
- Eagles' Crag (Londres, Stanley Paul, 1928)
- Barbara Dennison (Londres, Stanley Paul, 1929)